# Akane the Kunoichi
Akane the Kunoichi là tựa game đi cảnh độc lập của studio Haruneko đến từ Ý. Lúc đầu game này được phát hành cho dịch vụ Xbox Live Indie Games của Xbox 360 vào năm 2011 rồi sau mới chuyển thành tựa game chính thức dành cho hệ máy PC Windows (Steam và Desura), Windows Phone 7 và iPhone/iPad.

## Cốt truyện
Nhân vật chính trong game tên Akane vốn là một kunoichi (ninja nữ) thầm thương trộm nhớ vị lãnh chúa Goro mà cô phụng sự. Khi Goro bị kẻ thù bắt cóc đòi tiền chuộc mạng, Akane đã tức tốc lao đi giải cứu chủ nhân khỏi tay Hiromi độc ác và đám thuộc hạ của mụ ta.

## Bình phẩm
Akane the Kunoichi nhận được lời bình phẩm tích cực từ giới phê bình, bao gồm cả việc lọt vào vòng chung kết tại Dream Build Play năm 2012 ở thể loại Windows Phone. Game Informer đã mô tả phiên bản Xbox 360 là một ví dụ "tốt đẹp" về "tựa game platform kiểu cũ" cho "một tờ đô la nhỏ nhoi". Daniel Douvris của tờ AppAdvice nhận xét về phiên bản iOS của trò chơi: "Akane the Kunoichi là một game platform hành động vui nhộn. Các yếu tố đi cảnh cũng như họa phẩm làm gợi nhớ đến những tựa game cổ điển trong quá khứ. Nói một cách đơn giản thì là luồng gió mới từ vô số những thứ rác rưởi tràn ngập App Store ngày nay".